# Evropská silnice E3
Evropská silnice E3 (E03) je evropskou silnicí 1. třídy. Začíná ve francouzském Cherbourgu a končí v La Rochelle.

## Trasa
- Francie
  - Cherbourg – Sainte-Mère-Église – Carentan – Saint-Lô – Rennes – Nantes – Bournezeau – La Rochelle